# 楊仁壽
楊仁壽（1942年2月17日—），台湾屏东县九如鄉人，畢業於國立台灣大學法律系，中华民国法学家，曾任司法院大法官與最高法院院長。

## 經歷
出生於九如鄉。
1964年，自国立台湾大学法律系毕业。1972年，获中国文化大学法律研究所硕士学位。1967年至1968年，任福建金门地方法院候补检察官。1968年，任台湾嘉义地方法院候补推事。1968年至1979年，任台湾台北地方法院检察官兼推事。1979年至1980年，任福建高等法院厦门分院推事。1980年至1984年，任台湾高等法院推事。1984年至1985年5月，任最高法院推事。
1985年5月22日至1988年4月27日，任司法院第三厅厅长。1988年4月27日至1990年3月6日，任司法院第一厅厅长。1990年3月6日至1992年1月15日，任台湾桃园地方法院院长兼法官。1992年1月15日至1993年11月25日，任台湾板桥地方法院院长兼法官。1993年12月16日至1995年5月1日，任台湾高雄地方法院院长兼法官。1995年5月1日至1996年5月29日，任司法院副秘书长。
1996年5月29日，出任台湾台北地方法院院长兼法官。1996年至1998年3月17日，任台湾高等法院高雄分院院长兼法官。 1998年3月17日至1999年3月4日，任台湾高等法院院长兼法官。 1999年3月4日至2003年10月1日，任司法院秘书长。2003年9月18日，任第七届司法院大法官。
此后，杨仁寿出任公务员惩戒委员会委员长。2007年8月30日，司法院发布新闻稿称，最高法院院长吴启宾将于2007年9月12日届龄退休，中华民国总统陈水扁任命杨仁寿为最高法院院长。2012年1月13日，中华民国总统马英九发布命令，核准最高法院院长杨仁寿退职。2012年2月16日，杨仁寿正式退休。

## 批判與評論
針對2013年九月政爭之際，楊仁壽表示：
- 檢察機關是司法機關，因此檢察總長不能去向總統報告有關於通訊監察的案情結果，總統也應謹守分際不能接受（報告）。
- 特偵組只有《法院組織法》第六十三條之一所規定的那三項（指部會首長以上貪瀆案、重大選舉舞弊案及經檢察總長指定之重大案件）才能偵辦，所以，對前法務部長曾勇夫等人進行行政調查已經涉及不當了。
- 《通訊保障及監察法》第五條規定得很清楚，必須符合第一項的十五款才可監聽，依法須是觸犯三年以上有期徒刑的罪，才可監聽，看起來曾勇夫及高檢署檢察長陳守煌都沒涉及（這些罪），若真是關說，僅是行為不當，這樣（監聽）是不行的。
- 《通訊保障及監察法》第五條中最重要的是第五項，指違反該條規定進行監聽行為情節重大者，所取得之內容或所衍生之證據，於司法偵查、審判或「其他程序」中，均不得採為證據。指這個證據是沒有證據能力，換句話說，不僅在偵查不行，審判不行，而用在行政調查，包括公務員懲戒等「其他程序」上，也是不行，這些監聽內容都沒證據能力。
- 所謂的政黨，也是《民法》中的社團之一，《人民團體法》是它的特別法，一般來說，無論從人團法或是民法來說，沒有所謂的撤銷，人團法第十五條規定得很清楚，有死亡、喪失資格、開除（除名），如果要開除，因為它是社團法人，民法規定，要社員參加開會才可以，不是一個人做主席或是理事長，就可以把人開除，國民黨的章程是下位階的，不能與《民法》或《人民團體法》牴觸，國民黨雖指有經過考紀會，但考紀會沒有任何代表性，這個過程有很多的瑕疵。國民黨在台灣執政很久，可能誤認為自己也是政府機關，其實，它是一個社團而已，而除名是要經過全體黨員或會員代表開會過半數來決定。

此外，針對中國國民黨關說檢方不要上訴臺北市長馬英九特別費案，楊仁壽說，因為檢察官上訴不合法，並沒有就原判決如何不適用法則或適用法則不當之情形，進一步具體敘明，未針對重大關鍵所在的大水庫理論上訴，內容只是「那些有的沒有的」枝枝節節，最高法院才以違背法令，駁回檢方上訴，影射已歷練十幾年的二審檢察官放水。

## 著作
- 《法学方法论》
- 《法学方法论之探索》